# Abdelhak Hameurlaïne
Abdelhak Hameurlaïne (* 19. März 1972) ist ein ehemaliger algerischer Tennisspieler.

## Karriere
Hameurlaïne ist, gemessen an seinen Siegen im Einzel, der erfolgreichste Spieler der algerischen Davis-Cup-Mannschaft. Gleichzeitig ist er deren Rekordspieler. Bereits 1990 spielte er das erste Mal für sein Land und hat dort bis zu seinem letzten Einsatz 2011 eine Bilanz von 43:38. 2005 gewann er seinen einzigen Titel auf der niedrigsten Tennisebene, der ITF Future Tour, im Doppel.